# De Standaard
De Standaard es un diario de centroderecha de Bélgica editado en neerlandés que se fundó en 1918. Tiene una edición impresa y desde 1997 cuenta con una versión en línea.

## Historia
En sus comienzos, era un diario de ideología católica integrista y portavoz del movimiento flamenco. Enarbolaba el lema Flamenco, habla siempre tu lengua en la portada, lema que en 1919 reemplazó por el acrónimo AVV-VVK, tipografiado en forma de cruz cristiana con una V central, lo que venía a significar «Todo por Flandes, Flandes por Cristo», eslogan del movimiento flamenco católico. El 1 de octubre de 1999, la redacción decidió abandonar esta tradición y adaptarse a la evolución de la sociedad belga hacia un mayor pluralismo, tal como hizo el diario competidor De Morgen, que rompió también sus vínculos con el Partido Socialista flamenco.
Secciones y suplementos
- De Standaard der Letteren (El Estándar de las Letras), suplemento literario del viernes
- DS2, dS Weekblad y dS Magazine (sábado)